# Lars Fuchs
Lars Fuchs (* 21. Juni 1982 in Bad Harzburg) ist ein deutscher Fußballtrainer und früherer Fußballspieler.

## Karriere

### Als Spieler
Der gebürtige Bad Harzburger Lars Fuchs stammt ursprünglich aus Vienenburg im Harzvorland. In seiner Jugend spielte er für seinen Heimatverein den FG 16 Vienenburg/Wiedelah. 1999 wechselte er im Alter von 17 Jahren in die Nachwuchsabteilung von Eintracht Braunschweig. Dort spielte er ein Jahr in der A-Jugend. Anschließend spielte er in den Spielzeiten 2000/01 und 2001/02 für die Amateure in der Niedersachsenliga. Am 20. Oktober 2002 debütierte Fuchs, unter Trainer Peter Vollmann, gegen den Karlsruher SC (1:2) in der 2. Bundesliga. In der Saison 2002/03 stieg er mit Braunschweig in die Regionalliga ab. Unter Uwe Reinders und Michael Krüger konnte sich Fuchs in den folgenden Jahren zu einem Leistungsträger entwickeln. In der Saison 2004/05 kehrte er mit der Eintracht als Meister der Regionalliga Nord in die 2. Bundesliga zurück. Außerdem gewann Fuchs mit Braunschweig 2004 den Niedersachsenpokal. Nach dem erneuten Abstieg in die drittklassige Regionalliga und dem verpassten Wiederaufstieg verließ er den BTSV im Sommer 2008.
Er unterschrieb einen Vertrag beim Zweitligisten VfL Osnabrück und absolvierte in der Hinrunde der Saison 2008/09 zehn Kurzeinsätze. Anschließend wurde er von Trainer Claus-Dieter Wollitz aussortiert. Im Januar 2009 wechselte Fuchs in die 3. Liga zum FC Carl Zeiss Jena. Obwohl er zwölf Spiele absolvierte, wurde er von Trainer René van Eck in den Planungen für die folgende Saison nicht mehr berücksichtigt. Er löste daraufhin seinen Vertrag in Jena im August 2009 auf und wechselte zum Regionalligisten 1. FC Magdeburg.
In Magdeburg spielte Fuchs in der Saison 2009/10 unter Trainer Steffen Baumgart groß auf und erzielte in 28 Spielen 16 Tore. Durch seine starken Leistungen konnte er wieder andere Vereine auf sich aufmerksam machen. Nach einer Saison verließ er den FCM und wechselte zur Zweiten Mannschaft von Hannover 96.
Im Sommer 2013 kehrte Fuchs zum 1. FC Magdeburg zurück. Mit seinem Sturm-Partner Christian Beck, trug er in den folgenden drei Jahren zum Aufschwung des FCM bei. In der Saison 2013/14 wurde er mit der Mannschaft Vizemeister der Regionalliga Nordost und Landespokalsieger. Im folgenden Jahr stieg er mit dem 1. FC Magdeburg in die 3. Liga auf. Aufgrund von mehreren langwierigen Verletzungen beendete er seine Profi-Karriere am Ende der Saison 2015/16 und kündigte an, künftig als Trainer arbeiten zu wollen.

### Als Trainer
In der Saison 2016/17 war Fuchs unter Marco Kurth Co-Trainer der B-Junioren des 1. FC Magdeburg. Im Sommer 2016 wechselte Kurth zu RB Leipzig und Fuchs wurde zum Cheftrainer befördert. Nach 16 Spielen und einem Punkteschnitt von 0,25 wurde die Zusammenarbeit im Dezember 2017 beendet. Von Juni 2018 bis Juni 2022 arbeitete er in der Nachwuchsabteilung von Hannover 96. Unter anderem als Trainer der Hannover Jugend, der U17 und der Zweiten Mannschaft.
Am 28. April 2023 übernahm er den Trainerposten beim Viertligisten Greifswalder FC. Ihm gelang in der Schlussphase der Saison ein Sieg aus fünf Spielen. Nach dem Klassenerhalt wurde sein Vertrag um ein Jahr verlängert. In der Saison 2023/24 belegte sein Team nach starken Start am Ende Platz 2 hinter Aufsteiger Energie Cottbus. Nach schwachen Saisonstart wurde er und sein Co-Trainer René Lange am 8. Oktober 2024 von seinen Aufgaben entbunden.

## Erfolge als Spieler

### Eintracht Braunschweig
- Meister der Regionalliga-Nord: 2005
- Aufstieg in die 2. Fußball-Bundesliga: 2005
- Niedersachsen-Pokalsieger: 2004

### 1. FC Magdeburg
- Meister der Regionalliga Nordost: 2015
- Aufstieg in die 3. Liga: 2015
- Sachsen-Anhalt-Pokalsieger: 2013 und 201